# بوير (منبج)
بوير قرية سوريّة تتبع إداريّاً لمحافظة حلب منطقة منبج ناحية مركز منبج، بلغ تعداد سكانها 564نسمة حسب التعداد السكاني لعام 2004.